# S9-es metró (Nanking)
A nankingi metróhálózat S9-es jelzésű vonala Hsziangjülunan állomást és Kaocsunt köti össze. A vonal hossza közel 52 kilométer, amin 6 állomás található. Átadására 2017. december 30-án került sor.

## Állomáslista
|                |          |             |  |
| Hsziangjülunan | 翔宇路南 | S1-es vonal |  |
| Tungsan        | 铜山     |             |  |
| Sicsiao        | 石湫     |             |  |
| Mingcsüe       | 明觉     |             |  |
| Tuancsievej    | 团结圩   |             |  |
| Kaocsun        | 高淳     |             |  |
|                |          |             |  |

## Fordítás
- Ez a szócikk részben vagy egészben  a   Line S9 (Nanjing Metro) című angol Wikipédia-szócikk ezen változatának fordításán alapul.  Az eredeti cikk szerkesztőit annak laptörténete sorolja fel. Ez a jelzés csupán a megfogalmazás eredetét és a szerzői jogokat jelzi, nem szolgál a cikkben szereplő információk forrásmegjelöléseként.
- Ez a szócikk részben vagy egészben  a(z)   宁高城际轨道交通 című kínai Wikipédia-szócikk ezen változatának fordításán alapul.  Az eredeti cikk szerkesztőit annak laptörténete sorolja fel. Ez a jelzés csupán a megfogalmazás eredetét és a szerzői jogokat jelzi, nem szolgál a cikkben szereplő információk forrásmegjelöléseként.